# Augusto Bracho
Gustavo Guerrero, mejor conocido como Augusto Bracho (Caracas, Venezuela,1986) es un cantante, compositor y productor musical latinoamericano, antiguo guitarrista y director musical de Natalia Lafourcade. Actualmente radica en México.
Es miembro de proyectos colectivos como Augusto & Moisés, El Conjunto con Martín Bruhn y el Cuarteto Internacional formado por Marina Sorín, Nacho Mastretta y Martín Bruhn.

## Biografía

### Cunaguaro Soul (2005 - 2010)
Fue formada en Caracas, Venezuela en 2005, se estableció con Christian Hoj, Gustavo Guerrero, Miguel Arellano y Alexis 'Alin' Rivero. Tras cambios en la formación y grabación de un demo en 2005, adoptaron el nombre Cunaguaro Soul. Su sonido inicial estaba influenciado por bandas de los años 70 y la escena rock venezolana. En 2008, tras cambios en la alineación y enfoque musical, lanzaron un álbum homónimo con influencias de soul y funk. Participaron en festivales y giras, recibiendo atención por su tema «Gelatina». En 2010, debido a diferencias creativas, la banda se disolvió.

### Natalia Lafourcade
Desde su llegada a México desempeñó un papel fundamental como director de la banda de Natalia Lafourcade, contribuyendo al éxito de la artista. Durante este periodo, su exposición en la escena musical experimentó un notorio aumento, destacándose en eventos de importancia como el Austin City Limits y programas de televisión. Fue responsable para la traducción en vivo del disco homenaje a Agustín Lara para luego participar de lleno en la creación de los álbumes Hasta La Raíz (2015) y los dos Musas (2017 y 2018).

### Augusto Bracho
Augusto Bracho debutó ante el público en Argentina y grabó sus primeras interpretaciones en Ciudad de México, donde se destacó cantando con su cuatro y una armónica prestada en la estación Jamaica del metro. En Lima, recitó versos de amor a su perra Roberta frente a la tumba de Chabuca Granda, mientras que en Barranquilla participó entusiastamente en recitales de chandé. Sus misteriosos recitales en toda Iberoamérica, especialmente los renombrados «cantinazos» en el DF mexicano con La Bullanga Atronadora y la Candela Matancera, son parte de su leyenda.
Su primera aparición grabada fue en Pajarera Vertical, un disco a distancia con el cantautor José Ignacio Benítez bajo los nombres Augusto Bracho y Moisés de Martín. Luego, en 2014, lanzó un EP en solitario que estableció las bases estéticas de su personaje. Su colaboración con Martín Bruhn en El Conjunto (2017)permitió a Gustavo sumergirse por completo en la piel de Augusto Bracho, consolidando este colorido universo en Mercado de los Corotos (2018), producido por Nacho Mastretta.
En agosto de 2022 lanzó el álbum Música moderna, donde recupera clásicos marginados del cancionero latinoamericano popular.

## Discografía
Como Cunaguaro Soul
- Cunaguaro Soul (2008)

Como Augusto Bracho
- Primer acercamiento al mito (2014)
- Pajarera Vertical (2015) con Moisés de Martín
- Mercado de los Corotos (2018)
- Música moderna (2022)

Como El Conjunto
- Antología 2 (2017)